# Lac de Xochimilco

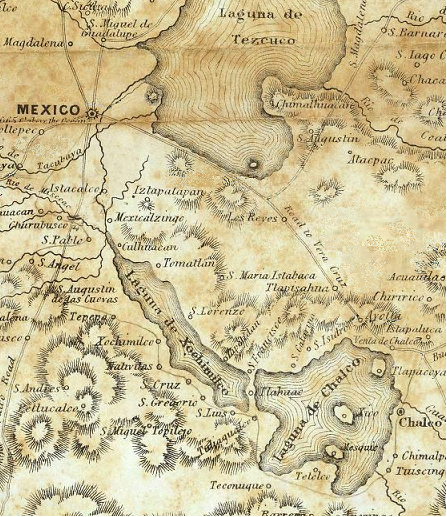
Le lac de Xochimilco représenté sur une carte de 1847.

Le lac de Xochimilco, dans la délégation de Xochimilco à Mexico, était l'un des cinq lacs mexicains de la vallée de Mexico. Aujourd'hui réduit à quelques canaux, il était autrefois relié au lac de Texcoco (au nord) et au lac de Chalco (à l'est). Ce lac d'eau douce était situé 3 mètres plus haut que celui, salin, de Texcoco et l'alimentait donc en eau douce.

## Histoire

### Géologique
Le lac de Xochimilco fait partie d'une série de lacs historiques, qui comprenait :
1. lac Texcoco - saumâtre ;
2. lac Zumpango ;
3. lac Xaltogan ;
4. lac Chalco - eau douce.

Le lac de Xochimilco faisait à l'origine partie du lac Texcoco qui était encore plus grand au cours de la dernière période glaciaire. Il y a entre 12 000 et 6 000 ans, le climat du centre du Mexique s'est réchauffé et la fonte des neiges qui alimentait autrefois le lac Texcoco a pratiquement disparu. Cela fit chuter le lac de plusieurs centaines de pieds au cours des prochains milliers d'années. Il y a 2 000 ans, Xochimilco est devenu une baie dans la partie sud de Texcoco. Puis, vers le XIIIe ou XIVe siècle, les Aztèques ont construit de grandes chaussées créant ainsi un nouveau lac.

### Mésoaméricaine
Ces lacs abritaient de nombreuses cultures mésoaméricaines, notamment les Teotihuacanos, les Toltèques et les Aztèques.
En raison de ses eaux peu profondes et des sources d'eau douce qui bordaient la rive sud du lac, le lac Xochimilco était le centre de l'agriculture chinampa au cours des siècles de l'ère précolombienne. Cela a fait de la région une cible de choix pour les Aztèques expansionnistes, qui ont obtenu le contrôle du lac dans une série de campagnes, à partir de 1432 environ jusqu'en 1440, sous le règne de l'Aztèque Hueyi Tlatoani, Itzcóatl.

### Colonial espagnol
Après la conquête espagnole de l'empire aztèque en 1521, la destruction par les Espagnols des barrages et des vannes dans les années 1520, ainsi que la forte baisse de la population indigène, ont conduit au quasi-abandon des jardins de chinampa.

## Description

### Google Doodle
Le 20 mai 2023, le lac de Xochimilco est mis à l'honneur par Google à travers un doodle spécifique mettant en scène les cinq types d'axolotls endémiques du lac,.